# Вятский наблюдатель
Вятский наблюдатель — бывшая еженедельная информационно-аналитическая газета правоцентристского направления. Выходила в Кирове в 1991—2023 гг. Член Альянса Независимых Региональных изданий.

## История
«Вятский наблюдатель» стал одним из первых независимых частных изданий в Кировской области. Первый номер вышел в апреле 1991 года. Главный редактор газеты — Сергей Игоревич Бачинин, в конце 80-х- начале 90-х годов являвшийся одним из лидеров кировского отделения «Демократической России», в 1997 году баллотировался на должность главы администрации г. Кирова, и занял второе место, набрав 23 % голосов. В 2009 году распоряжением Губернатора Кировской области был утверждён членом Общественной палаты Кировской области первого созыва. В 1990-е годы непродолжительное время редактором газеты работал поэт В. Г. Фокин.
В газете публикуются разоблачительные статьи о действующей власти, за что она подвергалась преследованию. Так, 30 декабря 2007 года по ходатайству депутата Государственной думы Игоря Касьянова был арестован весь отпечатанный тираж газеты, содержавший статью «Выборы для предателей», в которой было написано о том, что Касьянов, заявивший о своём выходе из партсписка Справедливой России, остался в нём и может получить по нему мандат депутата.

### Закрытие сайта
22 апреля 2008 года по предписанию УВД Кировской области сайт газеты был заблокирован. В тексте предписания утверждалось, что с информационного ресурса ВН идет «распространение оскорблений в отношении первого заместителя председателя правительства Кировской области Крепостнова Валерия Васильевича, публичные призывы к экстремизму, возбуждение ненависти в отношении областного правительства». Работа сайта возобновилась лишь через несколько дней.

### Судебные иски Шаклеина, Крепостнова и Березина
В июле 2008 года «Вятский наблюдатель» опубликовал статью «Экономика в ожидании нового губернатора» . В статье утверждалось, что региональная власть ориентируется «на обслуживание местных монополий», в первую очередь — «структур Олега Березина и Валерия Крепостнова». Утверждалось также, что «административное давление на рынок должно привести к изгнанию из аграрной и лесной экономики мелких и средних собственников и арендаторов и установлению контроля над ресурсами со стороны властной верхушки, которая сегодня ассоциируется с „группировкой ШБК“ (Шаклеина, Березина и Крепостнова)».
Валерий Крепостнов и Олег Березин, упоминаемые в статье вместе с тогдашним губернатором Кировской области Николаем Шаклеиным, сочли содержащиеся в статье утверждения «не соответствующими действительности, порочащими честь и достоинство и наносящими моральный вред, выразившийся в причинении глубоких нравственных страданий», и обратились за защитой в суд.
19 августа 2008 года Первомайский районный суд частично удовлетворил их требования, признав не соответствующим действительности утверждение об административном давлении на рынок со стороны верхушки власти и ассоциирующейся с ней «группировки ШБК». Истцы подали кассационную жалобу, в которой им, однако, было отказано.
В марте 2023 года "Вятский наблюдатель" перестал печатать выпуски газеты, таким образом, фактически, перестав существовать (веб-сайт не работает, а официальная группа ВКонтакте не обновлялась с октября 2018 года).

## Логотип
На логотипе газеты изображён Илья Муромец, один из трёх богатырей, изображённых на картине вятского художника Виктора Васнецова «Богатыри». Надпись «Вятский наблюдатель» выполнена в историческом печатном стиле.

## Рубрики
- Самое важное
- Среда обитания
- Из жизни
- Криминал
- Политика
- Экономика
- Культура
- Социум
- Спорт